# Успенский, Александр Иванович (нарком)
Алекса́ндр Ива́нович Успе́нский (родился 27 февраля 1902 года, с. Верхний Суходол, Алексинский уезд, Тульская губерния, Российская империя — казнён 26 февраля 1940 года, Москва, РСФСР, СССР) — высокопоставленный сотрудник ОГПУ — НКВД СССР, комиссар государственной безопасности 3-го ранга (1938). Заместитель начальника УНКВД Московской области, начальник УНКВД Оренбургской области, нарком внутренних дел Украинской ССР (1938). Входил в состав «особой тройки» НКВД СССР. Активный участник организации Большого террора в СССР.
Расстрелян в 1940 году после смены руководства НКВД, наряду со многими другими соратниками Н. Ежова и М. Фриновского (номинально, как участник никогда не существовавшей «антисоветской заговорщической террористической организации в органах НКВД»). Известен тем, что накануне ожидаемого им ареста, инсценировал свою смерть и некоторое время скрывался от бывших коллег в отдалённых частях Советского Союза. Не реабилитирован.

## Биография
Родился в семье лесника. Окончил школу (1910), начальное училище (1910—1912), Тульское 2-х классное училище (1915), 2 класса духовного училища (Тула, 1917).
С февраля 1918 года — секретарь Суходольского волостного комитета бедноты, заведующий отделом печати. С мая 1919 года — начальник Алексинской районной милиции. В августе 1920 года был переведен в ВЧК — далее секретный уполномоченный, начальник информации политического бюро Алексинской уездной ЧК.
Состоял в РКП(б) с сентября 1920 года. В 1923—1927 годах — начальник экономического отдела (ЭКО) Тульского губернского отдела ГПУ. С марта 1927 года — начальник ЭКО полпредства ОГПУ по Уралу, с 1931 по 1933 год — начальник ЭКО полпредства ОГПУ по Московской области, одновременно с ноября 1932 года — помощник полномочного представителя ОГПУ по Московской области. В 1933—1934 годах — заместитель полномочного представителя ОГПУ по Московской области, в 1934—1935 годах — заместитель начальника Управления НКВД по Московской области.
В 1935—1936 годах — заместитель коменданта Московского Кремля (П. П. Ткалун) по внутренней охране.
При введении персональных специальных званий присвоено звание старшего майора государственной безопасности (29 ноября 1935).
В 1936—1937 годах — заместитель начальника Управления НКВД по Западно-Сибирскому краю.
С 16 марта 1937 года — начальник Управления НКВД по Оренбургской области. Этот период отмечен вхождением в состав особой тройки, созданной по приказу НКВД СССР от 30.07.1937 № 00447 и активным участием в «сталинских репрессиях».
12 декабря 1937 года был избран депутатом Верховного Совета СССР 1-го созыва.
25 января 1938 года был назначен наркомом внутренних дел Украинской ССР. В этот же день ему было присвоено звание комиссара государственной безопасности 3-го ранга.
Продолжил и расширил кулацкую операцию  (известно о запросе в Политбюро ЦК 17 февраля 1938 года на 15 000 человек по 1-й категории), национальные операции НКВД на украинской территории, массовые аресты в рамках «удара по право-троцкистскому подполью». Подобно И. М. Леплевскому, устроившего полный погром кадров предшественника В. А. Балицкого, арестовал большую группу руководящих сотрудников НКВД УкрССР самого Леплевского по обвинению в «право-троцкистской организации в органах НКВД УкрССР» и даже «к.-р. сионистской националистической организации» (В. М. Блюман, М. М. Герзон, М. С. Северин, Г. С. Григорьев-Фельдман, А. И. Вольфсон, И. М. Бутовский и другие). В мае 1938 года направил запрос напрямую Ежову с предложением лимита для Украинской ССР в 35 тысяч человек по 1-й категории в рамках «кулацкой операции». В целом, по раскулачиванию ("кулацкой операции") и национальным операциям НКВД репрессии при Успенском в УССР были выше средних показателей в 8 раз.
С 18 июня 1938 года — член Политбюро ЦК КП(б) Украины.

## Побег и арест

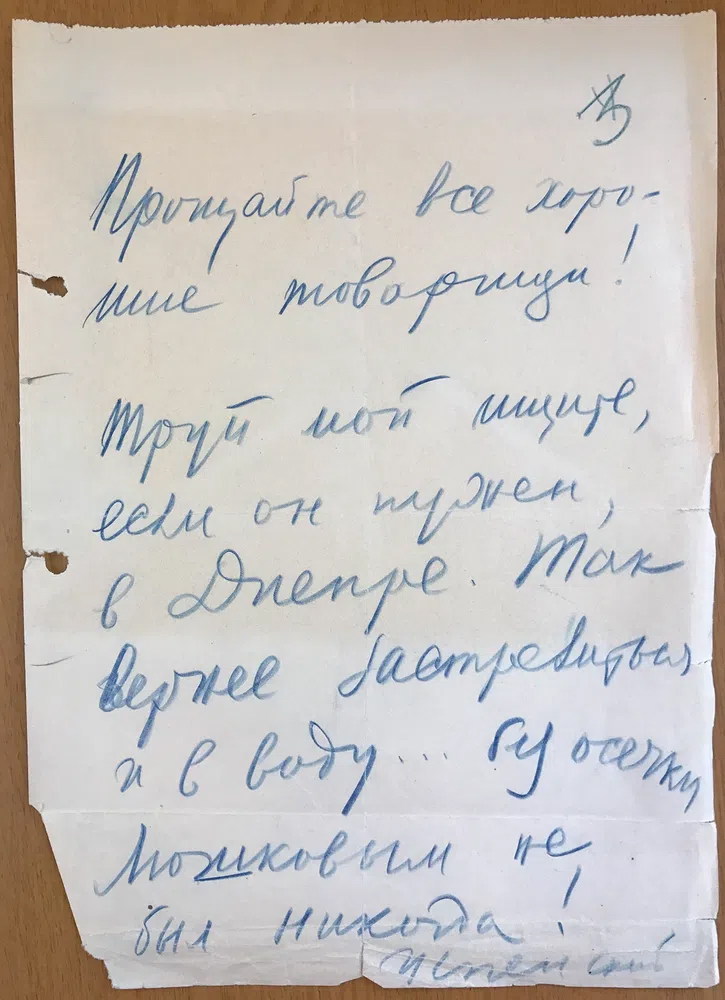
Записка А. И. Успенского, оставленная им в Наркомате перед исчезновением

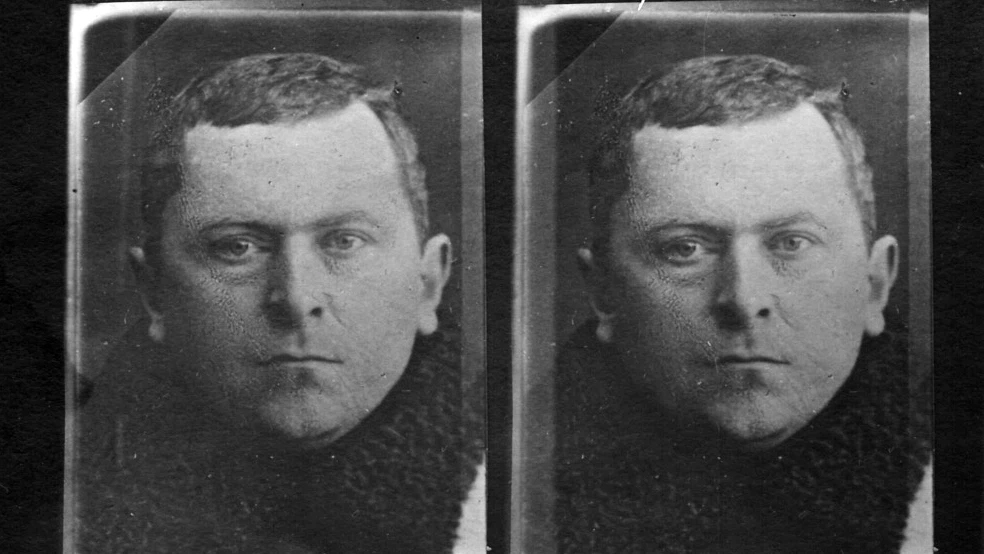
Фотографии Успенского, разосланные для розыска

По показаниям Успенского, ещё летом 1938 года Ежов и его приближённые почувствовали опасность. Когда в начале августа 1938 года Успенский и Литвин были у Ежова на даче, он им сказал: «Нужно прятать концы в воду. Нужно в ускоренном порядке закончить все следственные дела, чтобы нельзя было разобраться». По словам Успенского, Литвин заметил: «Если не удастся всё скрыть, придётся перестреляться. Если я увижу, что дела плохи, — застрелюсь». Успенский же в этот момент, как он признал позднее, задумал побег.
14 ноября 1938 года Ежов сказал Успенскому в телефонном разговоре: «Тебя вызывают в Москву, дела твои будут разбирать. Плохи твои дела». В конце разговора намекнул: «А вообще ты сам посмотри, как тебе ехать и куда ехать…» Понимая, что поступивший вызов в Москву за «повышением» означает последующий арест, Успенский сымитировал самоубийство, оставив в служебном кабинете предсмертную записку с указанием искать его труп в Днепре. Этим он отвлёк сотрудников НКВД, так как в Днепре нашли его китель и фуражку, и пока НКВД проводил поиски в Днепре, Успенский бежал в Воронеж. Записке не поверили, объявив Успенского во всесоюзный розыск. По мнению Н. В. Петрова, этому способствовали два обстоятельства: во-первых, Успенский для верности оставил записку в наркомате, а исчез из дома, во-вторых, зачем-то упомянул в ней бежавшего Люшкова («Люшковым не был никогда»).

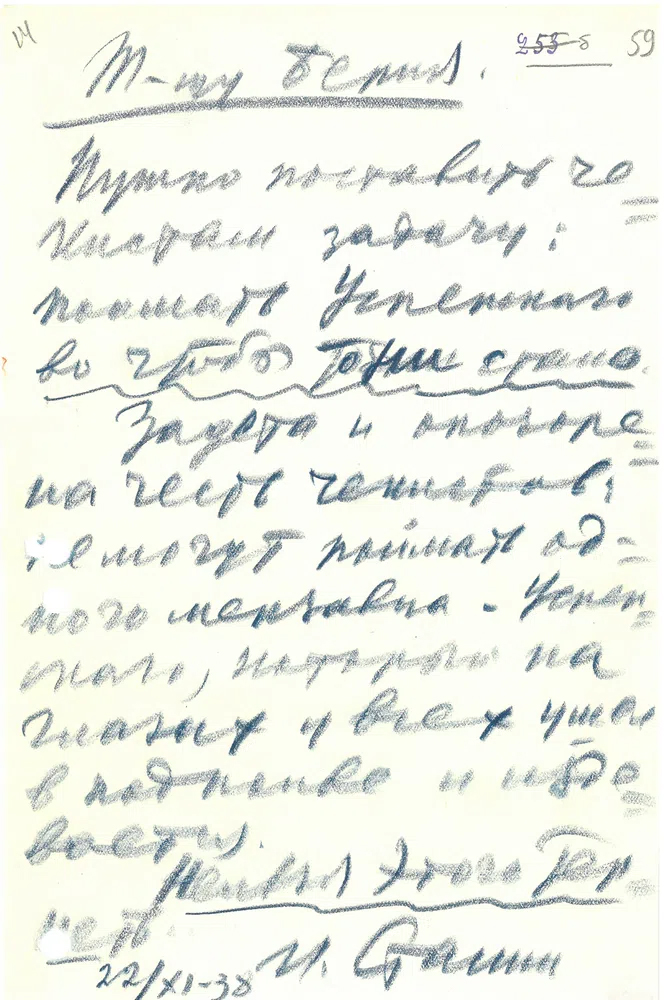
Приказ Сталина Берии «поймать одного мерзавца».

Сталин был в бешенстве, когда ему доложили об инциденте: в течение пяти месяцев это было уже третье ЧП с высокопоставленными сотрудниками НКВД (Генрих Люшков, начальник УНКВД Дальневосточного края — сбежал к японцам, а Михаил Литвин, начальник УНКВД по Ленинградской области — застрелился за два дня до побега Успенского). Считая, что инцидент ставит под удар «честь чекистов», Сталин приказал Берии «во что бы то ни стало» найти Успенского:
Т-щу Берия.
Нужно поставить чекистам задачу: поймать Успенского во что бы то ни стало.
 
Задета и опозорена честь чекистов, не могут поймать одного мерзавца – Успенского, который на глазах у всех ушёл в подполье и издевается.

Нельзя этого терпеть.  	

22/XI-38 И. Сталин».И. Сталин, Записка Сталина Берии о поимке Успенского. 22 ноября 1938 года (РГАНИ. — Ф. 3. — Оп. 58. — Д. 406. — Л. 59)
10 января 1939 года был упомянут в письме ЦК ВКП(б) региональному партийному руководству, наркомам внутренних дел, начальникам УНКВД о необходимости пыток: «Опыт показал, что такая установка [на меры физического воздействия] дала свои результаты, намного ускорив дело разоблачения врагов народа. Правда, впоследствии на практике метод физического воздействия был изгажен мерзавцами Заковским, Литвиным, Успенским и другими, ибо они превратили его из исключения в правило и стали применять его к случайно арестованным честным людям, за что они понесли должную кару».
Тем временем, Успенский жил по заранее заготовленным документам на имя рабочего Ивана Лаврентьевича Шмаковского в различных городах РСФСР (Курск, Архангельск, Калуга), нигде не задерживаясь надолго. Наконец, приехав в Подмосковье, он остановился у бывшей любовницы Ларисы Матсон (жены Г. П. Матсона, расстрелянного за полгода до этого экс-начальника Отдела мест заключения ГУЛАГа НКВД СССР), после чего они переехали в Муром, где Матсон устроилась заведующей родильным отделением, а Успенский выдавал себя за работающего на дому литератора. Через некоторое время они расстались, Матсон вернулась в Москву, а Успенский опять бросился в бега: Казань, Арзамас, Свердловск. Решив податься на золотые прииски, он поехал в Миасс, где был арестован на основе доноса Л. Матсон 16 апреля 1939 года.
В ходе предварительного следствия признал себя «виновным» как в «контрреволюционном заговоре в органах НКВД», в который, с его слов, был в 1934 году вовлечён тогдашним заместителем наркома НКВД Г. Е. Прокофьевым (расстрелян в «особом порядке» в 1937 году как сообщник Ягоды), так и в «шпионаже в пользу Германии» (был якобы завербован Г. П. Матсоном ещё в 1924 году; последний расстрелян в «особом порядке» в 1938-м в результате «латышской операции» НКВД). Следствием включён в число участников так называемой «антисоветской заговорщической террористической организации Н. Ежова — М. Фриновского — Е. Евдокимова в органах НКВД». 
Содержался в Сухановской особорежимной тюрьме и исправно давал показания как на своё бывшее начальство, так и на подчинённых по наркомату УкрССР (на основании показаний Успенского был арестован и расстрелян начальник Ворошиловградского УНКВД, капитан ГБ Г. И. Коркунов). Внесён в список Л. Берии от 16 января 1940 года по 1-й категории. 
27 января 1940 года Военная коллегия Верховного суда СССР приговорила Успенского к расстрелу. В отличие от других осуждённых в тот день (М. В. Григорьев, А. Е. Чернов-Зильберлейб, И. Я. Лаврушин, Л. Б. Рошаль и другие) оставлен в живых для дачи дополнительных «показаний». Расстрелян в ночь на 26 февраля 1940 года вместе с осуждёнными в разные дни И. Я. Бочаровым, А. С. Журбенко, М. А. Каганом и М. П. Кошаком. Место захоронения – «могила невостребованных прахов» № 1 крематория Донского кладбища. Не реабилитирован.
В том же 1940 году расстреляли его жену — Анну Васильевну Успенскую по обвинению в «измене Родине, подготовке побега за границу вместе с мужем — наркомом внутренних дел Украины, и в недоносении». Судьба сына Успенского — на тот момент подростка, — неизвестна.
Лариса Владимировна Матсон-Жигалкович (1903/11—1960) была арестована в 1939 году. В том же 1939 году в Бутырской тюрьме у неё родился сын Владимир.

## Награды и звания
- орден Ленина (02.07.1937);
- орден Красного Знамени № 21217/20217 (03.04.1930);
- Медаль «XX лет Рабоче-Крестьянской Красной Армии» (22.02.1938);
- Знак «Почётный работник ВЧК–ГПУ (V)» № 475 (1929);
- Знак «Почётный работник ВЧК–ГПУ (XV)» (04.02.1933).